# Шульц, Арсений Леонидович
Шульц Арсе́ний Леони́дович (23 декабря 1910, Таллин — 23 сентября 1976, Москва) — русский и советский художник, график.

## Биография
А. Л. Шульц родился 23 декабря 1910 года в городе Таллине. С детства интересовался живописью и графикой, его внимание привлекали прежде всего новейшие направления в искусстве. В архиве художника уцелели рисунки 1924 года, в рисунках четырнадцатилетний подросток рисовал, заметно влияние Аристарха Лентулова и Робера Делоне, в более поздних работах художника будет проглядываться влияние модных художников — Д. П. Штеренберга, В. В. Лебедева, А. А. Дейнеки и других, при этом А. Л. Шульц не стремится копировать приёмы уже признанных мастеров, он ищет свой путь и создаёт собственный стиль.
В 1925 году А. Л. Шульц начинает заниматься в студии Д. Н. Кардовского, блестящего рисовальщика и педагога. "…Его (Д. Н. Кардовского) метод преподавания, выражавшийся в том, что он, не пытаясь ломать натуру своих учеников, предоставлял им свободу экспериментов, поисков, но в то же время учил «строгому анализу поставленных задач <…> логическому обоснованию всякого творческого усилия», занятия в студии оказали большое влияние на судьбу А. Л. Шульца, позволили свободно развиваться таланту художника. Уже в этот ранний период А. Л. Шульц выступает как зрелый мастер, работает художником в книжных и журнальных издательствах, создает журнальные и газетные иллюстрации, иногда подрабатывает создавая эскизы для рекламы. Но большая часть зарисовок, рисунков в этот период создавалась для себя. Особенно его интересовали гротеск и карикатура не ограниченные правилами, позволявшие взглянуть на современность с другой стороны, через призму юмора и сарказма. А. Балашов пишет: « Художник (А. Л. Шульц) стремится обнаружить и представить современникам гротескный рисунок как иллюстрацию и почерк времени, как его стиль, как художественный текст и как саму реальность; возможно, так он стремится выразить смысл эпохи, её действительность и достоверность; может быть, он говорит о том, что искусство способно сделать видимыми скрытые, не очевидные, но истинные смыслы времени, но важно, что сам художник всегда остаётся ограниченным пространством своего субъективного опыта».
Особое место среди ранних рисунков А. Л. Шульца занимает альбом «Задние конечности» написанный в 1930 году. В центре внимания художника то что любой человек видит ежедневно, и в то же время не обращает на это внимание — ступни ног. Это рассказ без слов, содержащий изображения без смысла, не претендующие на историческую значимость или переосмысление социальных проблем, искусство без власти и вне власти, когда в центре внимания художника — наблюдение бытового «ничто», которое становится новым языком искусства, «появляется новая абсурдистская механика искусства, происходящая из литературно-пластических экспериментов авангарда и воспринявшая послания дада и сюрреализма; система, в которой существует литература ОБЭРИУ и из которой растёт европейский концептуализм и американский поп-арт».
В 1932 году в жизни художника происходит счастливое событие — он женится на Адели Павловне Шик, ставшей впоследствии его верной спутницей жизни и хранительницей его художественного наследия. Он рисует её портреты, создает серии фотографий, пишет трогательные письма с рисунками на полях.
Стремление к совершенствованию собственного мастерства приводят А. Л. Шульца сначала на занятия на Рабфаке Искусств ВХУТЕИНа, затем, в 1933 году в Московский Архитектурный институт.
После окончания института в 1937 году он увлекается исследовательской работой в области новых технологий печатной графики, работал в архитектурной мастерской, продолжил работу над иллюстрациями для газет и журналов.
В 1941 году был призван на военную службу, выполнял задания для журналов «Огонёк», «Красноармеец», «Краснофлотец». В апреле-мае 1942 года тяжело заболевает тифом, после выздоровления был направлен в Йошкар-Олу, работал в типографии газеты «Снайпер», а также художником-оформителем. Болезнь серьезно подорвала здоровье мастера, и в октябре 1944-го А. Л. Шульц был уволен в запас и вернулся в Москву.
Работал в Проектном Управлении АН СССР «Академпроект» под руководством академика А. В. Щусева, занимался книжной иллюстрацией, работал художником в Детгизе.
В сентябре 1945 вступил в Московское Отделение Союза Советских Художников. Не оставил научную и исследовательскую работу, в январе 1946 года А. Л. Шульц подаёт заявление на авторское свидетельство на изобретение «Способ ручного печатания гравюр или подобных изображений сухой краской с термическим укреплением оттиска», в 1947-м — заявление о выдаче авторского свидетельства на «приспособление для изготовления клише монотипным набором с тоновых матриц с применением фотоэлемента». 3 февраля 1948 получил справку № 373016 о первенстве в Патентном Управлении Комитета по изобретениям и открытиям при Совете Министров СССР.
Принимает участие в нескольких выставках — в 1946 году в выставке работ художников-участников Великой Отечественной войны в зале МОССХ, в 1947 году в выставке графики (цветной гравюры на линолеуме) в Русском музее, где выставил портрет Льва Толстого.
В августе 1948 года А. Л. Шульц был арестован, содержался во внутренней тюрьме МГБ СССР, в мае 1949 года был осуждён по статьям 17-58-8, 58-10 и 58-11 особым совещанием при МГБ СССР и сослан. В январе 1956 года освобождён, решением Военной Коллегии Верховного суда СССР дело было прекращено «за отсутствием состава преступления». Практически ничего неизвестно о годах заключения А. Л. Шульца, по некоторым данным в 1954 году А. Л. Шульц был в лагере в Воркуте, работал на шахте № 1 «Капитальная», где познакомился с Яковом Яковлевичем Вундером (1919—1966), создавшем при лагерном театре «Воркутауголь» художественный кружок.
После возвращения из Воркуты, А. Л. Шульц долго восстанавливается, не без помощи своего вечного ангела-хранителя, жены, Адели Павловны Шик. Пребывание в лагере не проходит бесследно, теперь он хочет просто спокойно жить и работать.
В 1957 году А. Л. Шульц вновь обращается к книжной графике, работает художником в различных издательствах, оформляет около 60 книг, в основном приключенческих.
Среди работ этого периода особое внимание привлекает серия портретов Ф. М. Достоевского, выстраданная и пережитая на собственном опыте тема одиночества и невероятно трудного пути художника в России.
23 сентября 1976 года художник скончался в Москве.

## Избранные работы
- Без названия
- Без названия
- Без названия
- Без названия
- Без названия
- Без названия
- Без названия
- Автопортрет ок. 1929
- Альбом Задние конечности
- Гавайская луна, ок. 1930
- Инженер. 1929
- На корте. 1928—1932
- Наблюдатель. 1930
- Танцующая пара. 1928—1929